# Кулинтанг а кайо
Кулинтанг а кайо е музикален перкусионен инструмент от групата на пластинковите инструменти. Характерен e за музиката на Филипините.
Състои се от осем дървени пластини, разположени върху дървена резонаторна кутия.